# Adrastus gurjevae
Adrastus gurjevae là một loài bọ cánh cứng trong họ Elateridae. Loài này được Penev miêu tả khoa học năm 1983.